# Karibisk kreolengelska
Karibisk kreolengelska är en sammanfattande benämning på de kreolspråk som är baserade på den engelska som talas i och omkring Karibien. De flesta kreolengelska språken bildades i brittiska kolonier efter den stora expansionen av brittiska flottans militära makt och handel under 1600-, 1700- och 1800-talen.